# Víctor López Seoane y Pardo-Montenegro
Víctor López Seoane y Pardo-Montenegro (Ferrol, Corunha, 28 de Setembro de 1832 — Corunha, 14 de Julho de 1900) foi um médico e naturalista galego que se destacou no estudo da fauna do noroeste da Península Ibérica.

## Biografia
Após ter obtido o bacharelato em Santiago de Compostela, partiu para Madrid e estudou medicina e ciências. Concluídos esses estudos, foi nomeado professor de botânica em Madrid. Fez uma expedição à Andaluzia para a recolha de plantas e de animais, cujos resultados lhe permitiram ingressar na Real Academia Espanhola.
Publicou um catálogo sobre as aves andaluzes, Catálogo de aves observadas en Andalucía, no qual descreveu as espécies observadas durante a sua expedição.
Foi depois nomeado para a cátedra de física, de química e de história natural em Corunha.

## Principais publicações
- Fauna Mastológica de Galicia (1861-1863).
- Revisión del Catálogo de Aves de Andalucía (1870).
- Reseña de Historia Natural de Galicia (1870).
- Historia de Galicia (1870) de Murguia y Vicetto (colaboração).
- Aves Nuevas de Galicia (1870).
- Notas para la Fauna Gallega (1878).
- Examen crítico de las perdices de Europa y particularmente de las de España (1891).
- Bosquejo histórico de la Botánica Española (1897).